# 黃金愛
黃金愛（Wong Kam Oi，1938年—），香港粵劇紅伶及電影演員。黃金愛在七歲時已踏足粵劇舞臺板，有『外圍花旦王』之稱，擔任六元班的正印花旦，曾與石燕子組成「金燕劇團」到澳門演出。她的粵劇拍檔尚有盧海天及小千歲等。嗜好釣魚。黃金愛的銀幕處女作是美國拍攝的第一齣粵語彩色愛情文藝電影《金粉霓裳》(1947年)；她在香港拍駿粵語歌唱喜劇電影《戲迷奇遇記》(1962年，飾演粵劇紅伶白艷芳)就赴美國留學。
黃金愛欣賞紅線女的歌聲，由於黃金愛聲線夠尖亮，腔穩字露，有本錢唱高音，前紅線女的香港私人樂手馮華先生建議她主攻「紅線女腔」。
黃金愛的父親黃劍公先生在她孩童時代已聘請師傅教授舞台粵劇、古箏、秦琴、揚琴、琵琶、三弦琴、結他，她的師傅有尹自重、馮華、周景伊、周憲薄(撰曲名家)等音樂名家。她能演奏，亦擅長唱「紅線女腔」，演「紮腳戲」，因與丑生廖俠懷合演《花王之女》，令原屬「二步針」的黃金愛一舉成名。1962年香港政府憲報公佈黃金愛已獲批准歸化入英國國籍。1963年赴美國舊金山深造聲學，另一方面聯合留美紅伶經常演出舞台劇，亦有機會單獨舉行個人廣東古樂演奏會。1964年9月14日(星期一)，香港國語電影女星張仲文訪問美國舊金山，住在閨中密友黃金愛的房間，由她帶領遊覽美國名勝。1965年初在紐約讀英文 1966年因住美國三年，領取美國公民身份後，1967年初曾回香港與父母小住，1967年6月12日(星期一)下午5時30分乘機飛返美國

## 外部連結
- 香港電影資料館有關黃金愛參演電影的記錄[永久]
- 香港影庫：黃金愛 （页面存档备份，存于）
- 黃金愛的後期時裝電影演出片斷侵犯版權?